# ويليام ماركس
ويليام ماركس (بالإنجليزية: William Marks)‏ هو محامي وسياسي أمريكي، ولد في 13 أكتوبر 1778 في مقاطعة تشيستر في الولايات المتحدة، وتوفي في 10 أبريل 1858 في الولايات المتحدة. حزبياً، نشط في الحزب الوطني الجمهوري ‏.

## مناصب
- انتخب List of speakers of the Pennsylvania House of Representatives [الإنجليزية]‏.
- انتخب عضو مجلس ولاية بنسيلفانيا.
- انتخب عضو مجلس نواب بنسيلفانيا.
- انتخب عضو مجلس الشيوخ الأمريكي.